# Schwarzensee (sjö i Österrike, Oberösterreich)
Schwarzensee är en sjö i Österrike.   Den ligger i förbundslandet Oberösterreich, i den centrala delen av landet, 220 km väster om huvudstaden Wien. Schwarzensee ligger 716 meter över havet.
I omgivningarna runt Schwarzensee växer i huvudsak blandskog. Runt Schwarzensee är det ganska tätbefolkat, med 72 invånare per kvadratkilometer.